# Oorlog en vrede (1918)
Oorlog en vrede (1918) - Gewetenswroeging is een Nederlandse stomme film uit 1918, en heeft als alternatieve titel Mijlpalen 3. De film werd een week later na deel 2 vertoond, zodat in drie weken tijd een trilogie vertoond werd. Van deze film is slechts 500 meter film bewaard gebleven.
Mario Laurent verwerft faam met een uitvinding, en we zien het einde van de Eerste Wereldoorlog voorbij komen.

## Rolverdeling
o.a.
- Annie Bos - Anny Godard
- Adelqui Migliar - Jean Laurent/Mario Laurent